# 日本とソマリアの関係
日本とソマリアの関係（にほんとソマリアのかんけい、ソマリ語: Xiriirka Jabaan-Soomaaliya、アラビア語: العلاقات الصومالية اليابانية、英語: Japan-Somalia relations） では、日本とソマリアの関係について概説する。日本とソマリア連邦共和国の関係とも。概ね友好的な関係を築いている。

## 両国の比較
|                   | ソマリア                    | 日本                            | 両国の差                  |
| ----------------- | --------------------------- | ------------------------------- | ------------------------- |
| 人口              | 1589万3219人（2020年）      | 1億2583万人（2020年）           | 日本はソマリアの約7.9倍   |
| 国土面積          | 63万8000 km2                | 37万7972 km2                    | ソマリアは日本の約1.7倍   |
| 人口密度          | 25 人/km2（2020年）         | 345 人/km2（2020年）            | 日本はソマリアの約13.8倍  |
| 首都              | モガディシュ                | 東京都                          |                           |
| 最大都市          | モガディシュ                | 東京都区部                      |                           |
| 政体              | 大統領制 共和制 連邦制      | （民主制）議院内閣制            |                           |
| 公用語            | ソマリ語 アラビア語         | 日本語（事実上）                |                           |
| 通貨              | ソマリア・シリング          | 日本円                          |                           |
| 国教              | イスラム教                  | なし                            |                           |
| 人間開発指数      | 0.364                       | 0.919                           |                           |
| 民主主義指数      | ‐                           | 7.99                            |                           |
| GDP（名目）       | 49億8844万米ドル（2020年）  | 4兆9754億1524万米ドル（2019年） | 日本はソマリアの約997.4倍 |
| 一人当たり名目GDP | 313.9米ドル（2020年）       | 39,538.9米ドル（2020年）        | 日本はソマリアの約126倍   |
| GDP（購買力平価） | 156億8224万米ドル（2020年） | 5兆5043億3091万米ドル（2019年） | 日本はソマリアの約351倍   |
| 一人当たり実質GDP | 986.7米ドル（2019年）       | 43,593.5米ドル（2019年）        | 日本はソマリアの約44.2倍  |
| 経済成長率        | 2.4%（2019年）              | 0.3%（2019年）                  |                           |
| 軍事費            | 9838万5000米ドル（2020年）  | 491億4855万米ドル（2020年）     | 日本はソマリアの約523.8倍 |
| 地図              |                             |                                 |                           |

## 歴史
1960年、イタリア信託統治領ソマリアとイギリス領ソマリランドはほぼ同時期に独立して合併、「ソマリア共和国」となった。日本はすぐさまこれを国家承認したのちに外交関係を開設し、1982年ソマリアは東京に駐日ソマリア大使館を開設した。一方で日本はナイロビの在ケニア日本国大使館がソマリアを兼轄した。
しかし1988年に発生したソマリア内戦の影響で駐日大使館は1990年7月1日に閉鎖された。1991年には反政府勢力統一ソマリ会議が首都を制圧して政権を奪取し、日本はこれを承認せず国交は途絶した。また同年には北西部がソマリランドとして、1998年には北東部がプントランドとして独立を宣言し国土の統一性も失われ、二国間関係は支援も含めて打ち切られた。
ソマリア暫定連邦政府の統治を経て2012年には21年ぶりに統一政府が樹立され、「ソマリア連邦共和国」を形成。日本はこれを承認し、2013年には二国間援助を再開することが決まった。それ以降、日本はソマリアやアフリカの角の安定のためソマリア支援を実施している。ただし、北西部ソマリランドは連邦政府に参加しておらず、北東プントランドも連邦政府に参加してはいるものの独自の大統領が存在するなど多くの面で事実上の独立を保っており、かつての日・ソマリア関係が完全に回復したわけではない。

## 外交

### 日本要人のソマリア訪問
ソマリアの情勢は不安定であることから、1993年以降日本要人のソマリア訪問は実施されていない。
ただし直接の訪問ではないが日本国外での外交として、2016年に当時外務大臣であった岸田文雄がアフリカ開発会議のためケニア・ナイロビを訪問した際、ソマリア外相のアブディサラーム・ハドリエ・オマールと外相会談を実施している。

### ソマリア要人の訪日
2013年にはアフリカ開発会議のためソマリア大統領のハッサン・シェイク・モハムドが訪日し、安倍晋三と初の日・ソマリア首脳会談を実施。21年ぶりに再開した二国間関係を祝い、またソマリアの復興や経済支援についてが議論された。翌2014年にも両者の間では首脳会談が開かれており、東アフリカの情勢安定化やソマリアへの経済支援など類似の議題についてが話し合われた。
2019年には第9代ソマリア大統領となったモハメド・アブドゥライ・モハメドが訪日し、安倍晋三と首脳会談を実施。ソマリア海賊や「自由で開かれたインド太平洋」など海洋秩序に関する問題や北朝鮮情勢についてが議論された。
またこれと同時にソマリア外相のアフメド・イッセ・アワッドも日本を訪問しており、当時外務大臣であった河野太郎と外相会談を実施した。議論された内容は主に日本からソマリアに対する経済・人道・治安・安全保障上の支援についてであった。

## 経済関係
2019年の日・ソマリア貿易は対日輸出21.3億円、対日輸入5.5億円となっており、ソマリア側の黒字となっている。その理由としては対日輸出の主要品目が日本の食文化に欠かせない生鮮魚類であることが挙げられ、次いで精油が多い。一方で対日輸入の主要品目は自動車などである。
日本が2013年にソマリア政府を承認し二国間関係を再開させてからまだ日が浅く、そのため実施された政府開発援助は少ない。技術協力としては2017年から2022年にかけて実施された「若年層雇用に係る能力強化プロジェクト」が挙げられ、これはソマリアにおいて安定した雇用環境を生み出すことを目的としていた。
また無償資金協力としては2021年に書簡が交換された「ソマリア警察の爆発物処理能力強化を通じた安全促進計画（UN連携／UNMAS実施）」や、復興や急速に人口増加するモガディシュの都市計画に必要な地形図作成を支援する「ソマリアに対する地形図作成能力支援」、国連世界食糧計画を通じた食糧支援などを行っている。2018年までに行われた無償資金協力の累計は202.09億円であり、有償資金協力(64.7億円)や技術協力(11.52億円)を凌いでいる。

## 文化交流
情勢が不安定なこともあって民間交流が少なく、ゆえに民間人が担い手になる文化交流は殆ど見られない。ただし外務省などが文化的支援を実施しており、ケニアにある4つのソマリ人難民キャンプに対してはサッカーボールが送られている。
また2011年9月には学生NGO団体にあたる日本ソマリア青年機構が立ち上げられた。これは日本で唯一の紛争地ソマリアの支援を目的としたNGO団体で、設立者の永井陽右は現地でソマリア人ギャングを更生させるプロジェクトを主導した。

## 海賊問題
ソマリアとの貿易や経済関係ではソマリア海賊問題が重要となる。ソマリア海賊が出没するのは主にアデン湾であるが、アデン湾は紅海とアラビア海の間にあり、ひいては地中海や大西洋とインド洋を結び付ける重要な海で、アデン湾におけるソマリア海賊の活動は東アフリカや中東だけでなく国際物流においても重大な障壁となっている。ゆえにアメリカ海軍、ロシア海軍など主要国の海軍は海賊対策の名目で同地域に一定規模の戦力を派遣しており、日本も隣国ジブチ含めアデン湾周辺に自衛隊を派遣・駐屯させ同地域の治安・経済の安定に貢献している。
2016年には寿司チェーン店「すしざんまい」を運営する喜代村の社長である木村清が、国際的な問題となっているソマリア海賊に対しマグロ漁を教え漁船を手配し、冷凍倉庫や流通設備を整備することで漁師に戻しソマリア海賊を激減させたとの記事がSNSで拡散され話題となった。しかしこれは一種の誇張で、実際に木村清がソマリアの隣国であるジブチに赴き「ソマリア海賊らしき人々」にマグロ漁に関する技術を教えたものの、漁船や保存・流通に関する設備を手配した事実はないというのが後に明らかにされている。